# اردیبهشت ۱۳۹۱
اردیبهشت ۱۳۹۱، دومین ماه سال ۱۳۹۱ هجری خورشیدی است.
آغاز آن جمعه: ‌۱ اردیبهشت ۱۳۹۱ (۲۰ آوریل ۲۰۱۲ میلادی)